# 先锋路街道 (哈尔滨市)
先锋路街道是中国黑龙江省哈尔滨市南岗区下辖的一个街道。